# Казенне Село
Казенне Село (рос. Казенное Село) — присілок Бокситогорського району Ленінградської області Росії. Входить до складу Самойловського сільського поселення.
Населення — 10 осіб (2003 рік). 